# Groensenaat
Een groensenaat of ontgroensenaat was, van halverwege de tweede helft van de achttiende tot het begin van de negentiende eeuw, een groep ouderejaarsstudenten - geformeerd per faculteit - die de ontgroening van de nieuwe, eerstejaarsstudenten op zich nam.

## Ontstaan
De ontgroening van nieuwe studenten vond voordien plaats binnen de collegia nationalia. Tegen het einde der Gouden Eeuw waren de collegia nationalia geheel verdwenen, maar in de 18e eeuw komt een schuchter begin van een nieuw verenigingsleven op, de voorloper van de corpora. Het eerste spoor daarvan is terug te vinden in Groningen in 1747. Ze zijn vlak daarna ook te vinden in andere academiesteden, te Leiden en Utrecht maar later ook in Franeker, Harderwijk en aan het Athenaeum Illustre in Amsterdam en in Deventer.
In het begin richtten de ontgroeningen zich vooral tot de nieuwe studenten aan de eigen faculteit. Nadien groeide de onderlinge concurrentie en probeerden ze ook groenen van andere faculteiten weg te kapen. De ontgroening begon toen met een intimidatieproef. Zo werden de studenten bijvoorbeeld geconfronteerd met een folterkamer om hun moed en onverschrokkenheid te testen. Verder moesten de groenen hele filosofische en theologische verhandelingen houden in het Latijn en Grieks om hun geschiktheid als student te bewijzen. Net als bij de Nationes moest ook hier de nieuwkomer trakteren tijdens feesten en drinkgelagen; in de regel werd alle drank en tabak door de groenen betaald.
Ontgroening en zelfs vereniging van studenten is door alle academische senaten en besturen van de academia, 'hooge scholen' en atheneae illustrea altijd verboden geweest en dat veranderde niet met de komst van de groensenaten. Daar kwam bij, en dat was nieuw, dat deze groensenaten zich tooiden met academische titels, waardigheden en de omgangsvormen van de academische senaat kopieerden. Zo werd er geschreven en gesproken in het Latijn en na de ontgroening kreeg de geïnaugureerde student een bul, gelijk aan de bul bij het afstuderen aan de universiteit. Deze inauguratie vertoonde opvallend veel gelijkenissen met de promotie tot doctor, dit tot verdere ergernis van de professoren. Omdat deze groensenaten 'clandestien' waren en er geen toezicht of controle was, kwamen excessen veelvuldig voor. Uiteindelijk zou dat ook de ondergang van de groensenaten betekenen en vormden ze, onbedoeld, de aanleiding tot de oprichting van de studentencorpora. Hier ging echter aan vooraf dat de verschillende, elkaar betwistende en bestrijdende senaten, langzaam maar zeker naar elkaar toegroeiden en dat er in heel Nederland een vergelijkbare trend waarneembaar was. In het vroege begin, ten tijde van de tanende collegia nationalia was er geen behoefte aan - en geen sprake van - erkenning van de verschillende groensenaten. Voor zover deze groensenaten onder de koepel van een collegium nationalium functioneerde maar zeker ook daarbuiten was iedere andere groensenaat per definitie niet erkend. Dit is ook terug te zien in de geschiedenis van de groensenaten in bijvoorbeeld Leiden, Utrecht en de uiteindelijke oprichting van het studentencorps in Groningen.

## Groningen

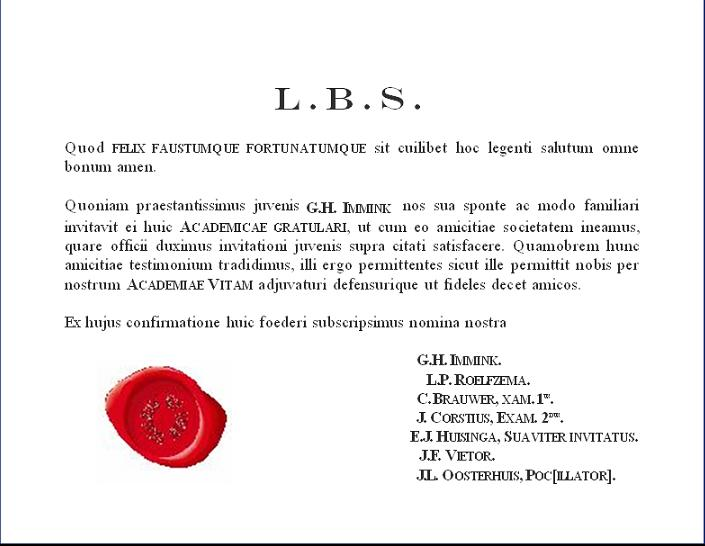
Bul van het student Immink, 21 september 1803

Een eerste spoor van een ontgroensenaat in Nederland is dus terug te vinden in Groningen, waar uit een in de acta senatus opgenomen getuigenverhoor uit 1747 blijkt dat voor de kamer van een eerstejaars geroepen was: "Pennaal, de keers uit! Groentje, de keers uit!" Dit is evenwel nog niet meer dan een heel klein spoor van een club die zich aan ontgroenen wijdde en een iets duidelijker bewijs van het bestaan van nieuwe genootschappen vinden we daarna in 1776, toen de rector aan de Groningse academie in de senaatsvergadering verklaarde dat enkelen begonnen waren nieuwelingen te ontgroenen om hen daarna onder overhandiging van een document (bul) tot student te verklaren. Ook later, in 1802, blijken in Groningen nog steeds ontgroensenaten actief. Hoe de ontgroeningen in Groningen in die tijd verliepen is bewaard gebleven dankzij uitgebreide beschrijvingen ervan in de acta senatus.
Zo kwam daar op een avond om zes uur een groepje ouderen bij elkaar op de kamer van een jongere student en zij boden aan hem oud-student te maken en zij stelden het voor alsof hij met een door hen uitgegeven bul verder gevrijwaard zou zijn tegen plagerijen van anderen. Het groentje begreep echter al spoedig waar het werkelijk om te doen was en hij liet alvast enkele flessen wijn komen. Er werd hem dan een en ander gevraagd over het Nieuwe Testament en tegelijkertijd moest hij poenitet (een straf-adje) drinken, dat wil zeggen zijn glas ineens leegdrinken als boete na elk fout antwoord, zodat hij al snel geen enkel goed antwoord meer kon geven en de anderen vrij baan hadden om de ene fles na de andere soldaat te maken. Zij namen het er dan goed van want bij een dergelijke geïmproviseerde partij in 1803 dronken zes ouderen met het groentje twaalf flessen leeg, terwijl de eerstejaars zelf een papier had moeten tekenen en al snel met zijn bul buiten de deur gezet was. Die ontgroenbul was heel primitief dichtgelakt met een driegulden-stuk en bevatte niets anders dan een betuiging van vriendschap in het Latijn. Via de acta senatus van de academie is zo'n Groningse bul uit 1803 bewaard gebleven.
```
 Quod felix faustumque fortunatumque sit cuilibet hoc legenti salutum omne bonum amen.  
 
 Quoniam praestantissimus juvenis GH Immink nos sua sponte ac modo familiari invitavit ei huic academicae gratulari, ut com eo amicitiae societatem ineamus, quare officii duximus invitationi juvenis supra citati satisfacere. Quamobrem hunc amicitiae testimonium tradidimus, illi ergo permittentes sicut ille permittit nobis per nostrum academiae vitam adjuvaturi defensurique ut fideles decet amicos.  
 
 Ex hujus confirmatione huic foederi subscripsimus nomina nostra.
```

Rond 1810 is in Groningen de senaat Libertas et Constantia (vrijheid en eendracht) actief maar van overige namen van de groensenaten is niets bekend gebleven. In Groningen alleen waren de omstandigheden voor één algemene, iedereen vertegenwoordigende en bindende senaat (in tegenstelling tot in Leiden en Utrecht) echter gunstig. De viering van het tweede eeuwfeest van de academie had geestdrift gewekt en de behoefte ontstond aan een blijvende ordening van de Groningse studentenmaatschappij. Zo werd op 4 februari 1815 een senaat gevormd, waarvan de eerste ab-actis schreef:
De ondervinding, reeds lang het nut en de noodzakelijkheid van het aanwezen eener Senaat hebbende doen gevoelen, .... hebben eenigen der oudste studenten, uit de drie respective faculteiten, zich vereenigd om eene dusdanige inrichting daar te stellen, welker werkzaamheden zouden bestaan in de regten der studenten te handhaven, en de ontgroenpartijen, welke tot nog toe aan geene regelen gebonden waren, te bestieren.
Het corps, door deze senaat bestuurd, heeft zich het vroegst van de destijds in de verschillende steden bestaande senaten in de huidige vorm ontwikkeld en kreeg de naam van die senaat: Vindicat atque Polit. Volgens Willem Jonckbloet is deze spreuk als volgt gevonden: Bij de feesten van 1814 was er een illuminatie met een chassinet, waarop de academie werd voorgesteld als een vrouw met in de rechterhand een vijl en een band, waarop de woorden: Detrahit atque Polit (ontbolstert en polijst). Deze spreuk heeft men licht aangepast en aan de vijl het zwaard toegevoegd. Eigenlijk was er in 1815 nog niet een corps in de tegenwoordige zin, maar veeleer nog een gekozen senaat, die als vertegenwoordiger van alle studenten en regelend optrad. In hoofdzaak gebeurt dit bij ontgroenpartijen, maar al snel begint de evolutie en al in 1817 wordt gesproken van:
eene blijvende commissie op directie uit en door de studenten gekozen, ten einde ten allen tijde waar het de eer, het genoegen of het aanzien van het ligchaam der studenten geldt, zonder ophouden werkzaam te zijn.
Vindicat was snel een hecht en algemeen erkend corps, waarop de broeders aan een oudere academie jaloers konden zijn; wel was Groningens corps voortgesproten uit ontgroenclubs, maar de nadelen die aan deze geboorte verbonden waren verdwenen terstond en de rustige ontwikkeling en geleidelijke groei is steeds gepaard gegaan met aanpassingen, die elders voorkomende moeilijkheden daar achterwege deed blijven.

## Leiden

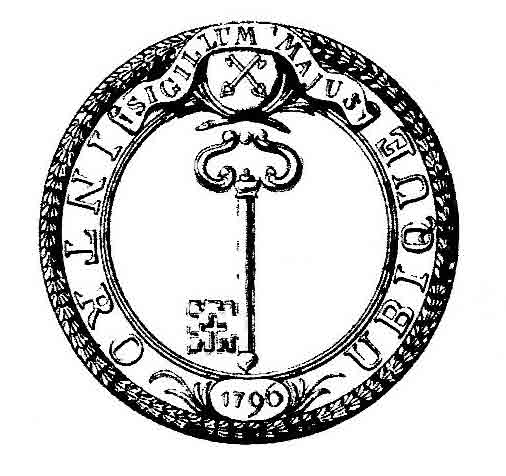
Intro Ubique

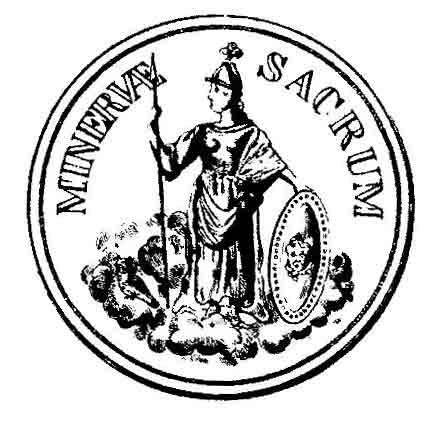
Minervae Sacrum

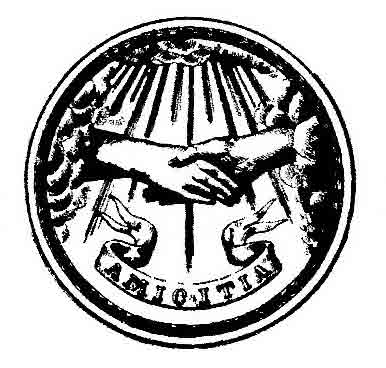
Amicitia

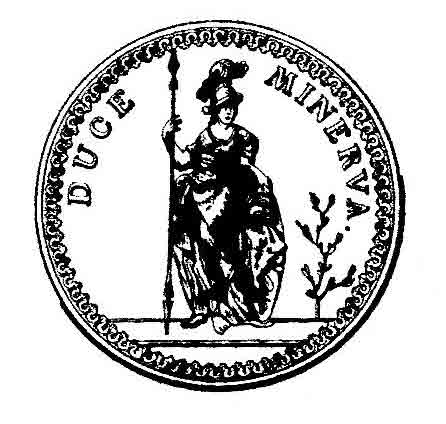
Duce Minerva

In Leiden valt ook een poging om meer eenheid in de verschillende ontgroenclubs tot stand te brengen in 1799 waar te nemen. Er waren er een tiental, elk afzonderlijk werkend en met elkaar concurrerend. De drie grootste daaruit: Intro Ubique (Ik ga overal binnen), Duce Minerva (Leid, godin Minerva) en Amicitia (Vriendschap) verenigden zich in dat jaar tot het Collegium in Academia Lugduno Batavae Supremum (Het hoogste college aan de academie van Leiden), ook genoemd 'het eerste collegium', samengesteld uit de praesides en assessores van de drie senaten, die door middel van loting de aankomende groenen onder elkaar zouden verdelen om zo een einde te maken aan de wervingsstrijd. Het collegium had het plan om zich tot centraal bestuur op te werpen en kende studentenrechten alleen toe aan de onder zijn toezicht geïnaugureerden.
Van de overige senaten bleven Per Spinas et Rosas en De Lumine Lumen nog enige invloed hebben. Een speciale senaat voor theologen Minervae Sacrum (Heilige (plek van) Minerva), in 1801 opgericht, werd wel tot het collegium toegelaten - maar slechts met adviserende stem - en kreeg alle theologische groenen toegewezen. Toch was de samenwerking niet erg goed: Amicitia ging de baas spelen, Minervae Sacrum voelde zich geregeld zwaar beledigd, Duce Minerva kwam in de verdrukking en ging ondanks het lotingsysteem in 1802 ter ziele. De afzijdige senaat Vis Unita Fortior (Vereende kracht maakt sterker), oorspronkelijk alleen voor studenten uit de Generaliteitslanden, werd daarentegen een zware concurrent van het collegium, omdat het ook onder de Hollanders ging werken. Het collegium bood daarom V.U.F. de plaats van het overleden Duce Minerva aan met gelijke rechten, maar V.U.F. voelde zich sterk genoeg om te bedanken voor de eer. Er bleef dus voorlopig een verbrokkeling en in de Franse tijd zijn daardoor de Leidse senaten nog weinig meer dan ontgroenclubs. Pas in 1815 treedt de tot dan toe afzijdige senaat V.U.F. toe tot het collegium en het gaat zichzelf vlak daarna aanduiden met het Collegium Omnium in Belgio Senatuum supremum ('COiBSS' of ook wel het tweede collegium) en heeft zichzelf inmiddels de zinspreuk van de toegetreden senaat aangemeten: Vis Unita Fortior. Dit collegium is sterk aristocratisch van afkomst en is door het overgrote deel van de Leidse studenten niet geliefd.

### Faculteiten

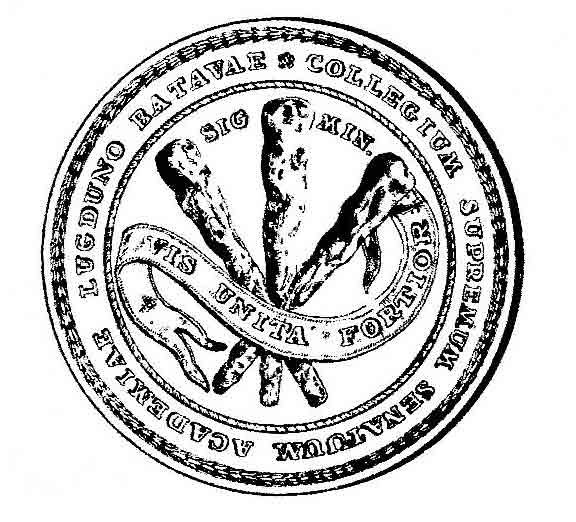
Coll. Sen. Supr. Acad. Lugd. Bat.

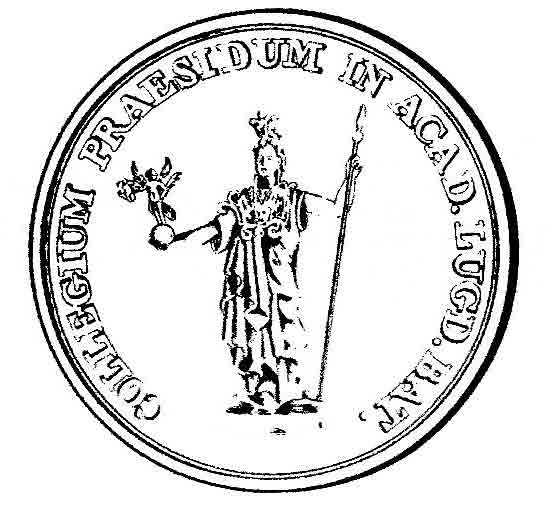
Coll. Praesidium

De meerderheid van de studenten vond later in de voorzitters van de vijf faculteitsverenigingen een orgaan dat hen vertegenwoordigde. De toenemende betekenis van de studentenfaculteiten werd duidelijk in 1818. In het eerste artikel van de toen voor de eerste keer opgestelde en afgekondigde Leidse Studentenwetten werd bepaald dat bij de aanvang van het academiejaar bij iedere faculteit een voorzitter gekozen moest worden. Aanvankelijk belegden deze voorzitters de faculteitsvergaderingen nog in opdracht van het Collegium Supremum, maar in de loop der tijd gingen de faculteitsvoorzitters deze op eigen gezag beleggen, waarmee ze de basis legden voor een sterke oppositie tegen het oude en aristocratische Collegium Supremum. In de twintig jaar volgend op 1818 groeien de tegenstellingen tussen de aristocraten rond het collegium (senaatspartij) en de "faculteitsstudenten" of oppositie. Behalve door een verschil in levensstijl werden deze twee groepen ook gescheiden door verschillende opvattingen over de groentijd. Terwijl de aristocraten een zware groentijd voorstonden wilde de oppositie de groentijd verlichten of zelfs helemaal opheffen.

### Oppositie

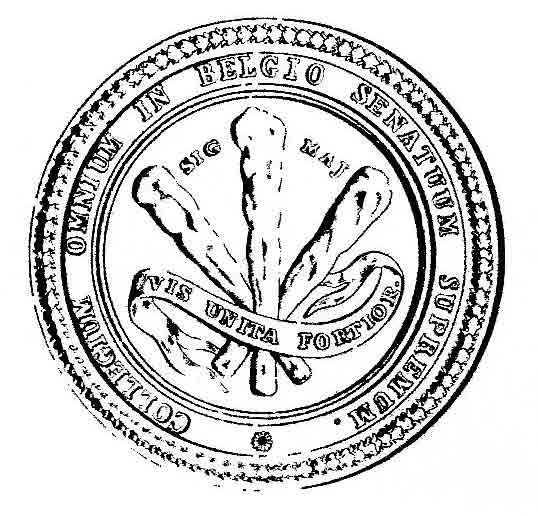
Coll. Omnium

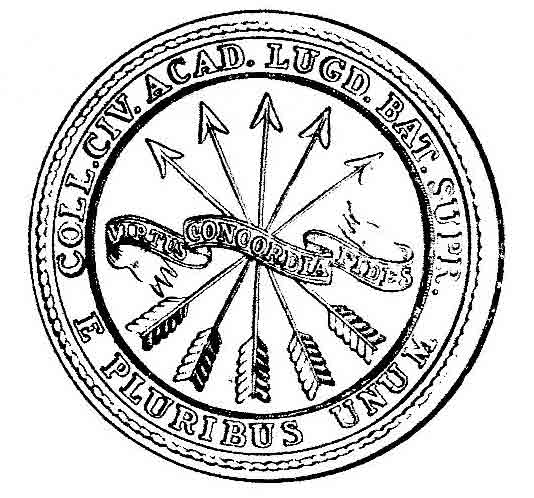
Coll. Civ. Acad. Lugd. Bat. Supr.

In 1834 sloten de vijf faculteitspraesidia zich aaneen tot het Collegium Praesidum, ook wel aangeduid als het derde collegium ('CP'). Dit collegium voerde felle oppositie tegen het aristocratische collegium van 1799. Dit Collegium Praesidium nam het initiatief tot grootscheepse hervormingen in de toenmalige studentenmaatschappij. Zij stelde nadere regels tot het beperken van incidenten tijdens de ontgroening en bereidde maatregelen voor om deze in de toekomst volledig af te schaffen. In 1839 leidde juist die onenigheid over ontgroeningspraktijken (het zogenaamde 'Kraakmanincident') tot een fatale scheuring in de Leidse studentengemeenschap. Het Collegium Praesidium gaf de na dit incident (waarin groen Kraakman die zich weigerde te onderwerpen aan het oude collegium door één der senaten werd mishandeld) aanzet tot de oprichting van een volledig nieuw collegium: het Collegium Civitatis Academicae Lugduno-Batavae Supremum (Het hoogste college van de academie burgers te Leiden), ook wel aangeduid als het vierde collegium (CCALBS).
Het CP werd integraal opgenomen in dit nieuwe collegium. Dit collegium is opgericht náást het in 1799 gevormde CALBS (het eerste collegium dat zich in 1815 had omgedoopt tot COiBSS). Tevergeefs hadden de oprichters van het CCALBS aangeboden met het COiBSS samen te werken en zelfs het COiBSS op te nemen in dit nieuwe collegium. Het COiBSS wees dit echter resoluut van de hand en zou dit blijven doen. De oprichting van het Collegium Civitatis Academicae Lugduno-Batavae Supremum op 1 maart 1839 is ook de oprichtingsdatum van het Leidsch Studenten Corps, onder de zinspreuk Virtus Concordia Fides (Deugd, eendracht en trouw). Het Leids korpswapen - een bundel van vijf pijlen - symboliseert de verbondenheid van de studenten van alle (toen vijf) faculteiten. En voorts om uiting te geven aan de achtergrond en de eenheid tooit het collegium zelve zich met de spreuk E pluribus unum. Van eenheid was echter nog jarenlang geen sprake.

### Van tweespalt naar eendracht

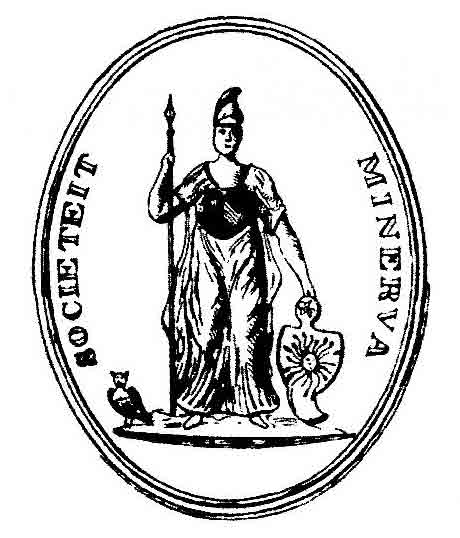
Soc. Minerva

Als reactie op de oprichting van het Leidsch Studenten Corps door het CCALBS, besluit het COiBSS, de senaten en andere gezelschappen die zich verzetten tegen het progressieve CCALBS, een concurrerend Leidsch Studenten Corps op te richten onder de zinspreuk van het oude COiBSS: Vis Unita Fortior ('V.U.F.'). Omdat sociëteit Minerva door het CCALBS was aangewezen als de sociëteit van haar Corps en Minerva op haar beurt besloten had om slechts nog studenten toe te laten die zich hadden gemeld bij het progressieve collegium, waren de aristocraten van V.U.F. genoodzaakt naar een ander onderkomen uit te zien. Als gevolg hiervan werd door V.U.F. naast sociëteit Minerva op het Rapenburg een nieuwe sociëteit Mutua Fides (Wederzijds vertrouwen) opgericht in het pand ‘De Twee Kolommen’ aan de Breestraat, waar vóór 1837 sociëteit Minerva zelf gevestigd was geweest. Ook geeft V.U.F. een eigen almanak uit (van 1840 tot 1844) en concurreert het met het CCALBS om nieuwe eerstejaarsstudenten. Ondertussen schaft het CCALBS de groentijd af, iets dat op hoon van V.U.F. kon rekenen. Pas in 1846 werd het pleit beslecht in het nadeel van het Corps dat voortkwam uit het oude COiBSS Vis Unita Fortior uit 1799; de meerderheid van de nieuwe studenten meldden zich aan bij het CCALBS. De aanwas voor V.U.F. was minimaal en droogde zelfs helemaal op en - omdat studenten nu eenmaal eens afstuderen en de stad verlaten - 'stierf' V.U.F. vanzelf uit. V.U.F. werd op 11 mei 1846 opgeheven en hield op te bestaan en pas toen werd daadwerkelijk de eendracht onder de studenten in Leiden bereikt. Sociëteit Mutua Fides te Leiden was een jaar daarvoor al opgedoekt. Pas toen waren feitelijk alle Leidse studenten onder één collegium verenigd en kwamen bijeen op dezelfde sociëteit: Minerva.

## Utrecht
In het jaar 1793 was er reeds een groensenaat opgericht die de ontgroening van nieuw aangekomen studenten op zich nam: de Senatus Veteranorum Glirium (De senaat van oude rotten). Toen de academie van Utrecht in de Franse Tijd (in het jaar 1806) echter werd gedegradeerd tot een école secondaire (middelbare school), hield deze groensenaat na verloop van tijd op te bestaan. Nadat de universiteit in 1814 haar rechten als academie had teruggekregen, ontstond al snel het verlangen een nieuwe groensenaat op te richten. In datzelfde jaar 1814 werd, door oud-leden van de in 1812 ter ziele gegane Senatus Veteranorum Glirium, wederom een groensenaat opgericht met een reeds enigszins bekende naam: de Senatus Veteranorum. In 1816 richtte de Senatus Veteranorum de Utrechtsche Studentensociëteit PhRM op, waar praktisch elke student in nakomende jaren lid van was. In 1831 werd in overleg met de Senatus Veteranorum, een aparte groensenaat voor theologiestudenten opgericht: Senatus Theologorum. Op initiatief van de Senatus Veteranorum werd in 1833 het Collegium Praesidium opgericht, dat vanaf 1840 Collegium Praesidiale werd genoemd. Het was het eerste vertegenwoordigende lichaam van alle Utrechtse studenten en bestond uit de rectoren van de Senatus Veteranorum en de Senatus Theologorum en vijf gekozen vertegenwoordigers van de faculteiten.
In 1848 verenigden de twee tot dan toe aparte groensenaten zich tot de Rector et Senatus Veteranorum met de zinspreuk van de oude Senatus Theologorum: Amicorum Consensus Virtutem Alit Gaudiumque (Overeenstemming van vrienden voedt deugd en vreugd). Het nam de taak over van het Collegium Praesidiale: deze senaat zou voortaan de belangen van alle Stichtse studenten (corps, lichaam der studenten) behartigen. Wie in die tijd ging studeren in Utrecht, was daarmee automatisch lid van het Utrechtsch Studenten Corps. Als zinspreuk van het USC was, om hieraan verder gestalte te geven, dezelfde zinspreuk gekozen als die van de Universiteit: Sol Iustitiae Illustra Nos (Zon der gerechtigheid, verlicht ons).

## Amsterdam
Het feit, dat het Athenaeum Illustre niet het jus promovendi (het recht om promoties te verlenen) had en dat men naar de universiteit moest voor zijn examens, deed zijn invloed ook in het studentenleven gelden. Vóór 1818 wenste men aan de universiteiten van Leiden, Utrecht en Groningen waar men groensenaten kende, de Amsterdammers, die door toetreding tot een dispuut 'oud-student' werden, niet op gelijke voet met de eigen studenten te behandelen, tenzij zij zich onderwierpen aan hún groentijd. Hetzelfde lot was veterani uit Franeker, Harderwijk en Deventer beschoren. Hierop besloot men in Amsterdam een eigen groensenaat op te richten om zo de mogelijkheid te creëren, dat Leiden, Utrecht en Groningen door erkenning van deze groensenaat de daar aankomende Amsterdamse reeds ontgroende studenten als veterani zouden beschouwen, die hun ontgroening reeds aan het Athenaeum Illustre hadden doorgebracht.
Zo zag in 1818 de groensenaat Ne Praeter Modum het licht (Niet over de schreef). Hierin verenigden zich de meeste disputen onder één vertegenwoordigend orgaan, althans voor kwesties die niet de interne dispuutszaken betroffen. De erkenning bij de groensenaten en senaten van de studentencorpora der universiteiten verliep bepaald niet makkelijk en snel omdat het Athenaeum Illustre en de universiteit geen gelijk niveau hadden en men het studentenleven aan de beide instellingen ook niet als gelijkwaardig kon beschouwen. Bovendien maakte de usurpatiepoging van het Collegium Omnio te Leiden dat de verhouding tussen Leiden enerzijds en Groningen en Utrecht anderzijds zeer slecht werd. De Leidse machtswellust en grootheidswaanzin leidde ook tot een conflict ook tussen Leiden en Amsterdam, waardoor de Amsterdammers in Leiden in 1824 zó onvriendelijk bejegend werden, dat men naar een compromis moest zoeken, hetgeen vanaf 1826 de verhouding weer geleidelijk verbeterde. Toch zou het nog een tiental jaren duren voordat van dit structureel zou verbeteren en studenten uit Amsterdam ook in Leiden zonder voorbehoud werden erkend als studiosos.

## 'Buitenland'

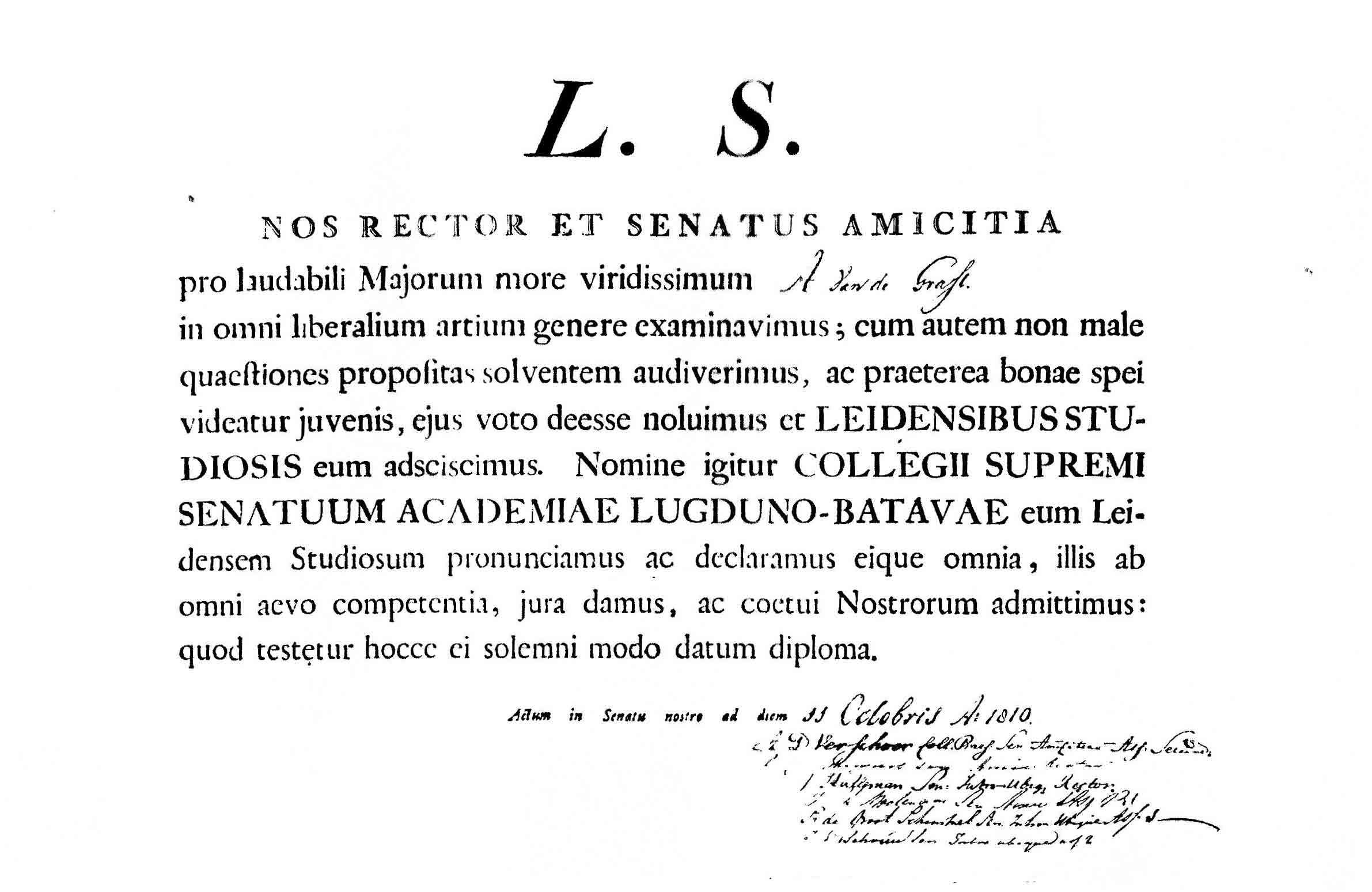
Bul Amicitia

De oorzaak voor de usurpatiedrang van het Leidse collegium was waarschijnlijk gelegen in het feit dat groensenaten aan de Athenaea Illustrae uit Amsterdam, Deventer, Franeker en Harderwijk om erkenning en toelating van haar studenten verzocht door onder andere het Leidse collegium. Deze 'buitenlandse' niet erkende groensenaten wilden dat studenten die al in bijvoorbeeld Amsterdam ontgroend waren, ook als veterani (ouderjaars-ontgroend) werden aangemerkt in Leiden en niet ook nog eens ontgroend hoefden te worden door een Leidse groensenaat.
Utrecht en Groningen waren in die tijd zeer streng in de leer en wilden studenten afkomstig van de Athenaea Illustrae en aldaar ontgroend, niet als veterani erkennen. Studenten afkomstig uit die steden moesten gewoon opnieuw een ontgroening ondergaan om te worden toegelaten tot de civitas academia. Het erkend worden en zonder ontgroening worden opgenomen was alleen voorbehouden aan ontgroende studenten afkomstig van een van de academia te Leiden, Utrecht of Groningen. Nog in een brief aan de Groningse Senaat van 15 oktober 1816 gaf het collegium in Leiden - desgevraagd door Groningen - aanvankelijk aan dat zij de studenten van de Athenaea voortaan tanquam viridissimos (gelijk groenen) te zullen behandelen.
Het Leidse collegium echter zag in de herhaaldelijke verzoeken in 1815 en 1816 uit vooral Amsterdam en Franeker kennelijk een bevestiging van haar superioriteitsgevoel en ging dit ook in de richting van de Utrechtse en Groningse bevriende collegae communiceren. In maart 1817 schreef het Leidse collegium onder de nieuwe titel Collegium Omnium in Belgio Senatuum Supremum (dat zoveel betekende als het hoogste college van senaten te Nederland) aan de senaten te Utrecht en Groningen, een brief. Het gaf hierin te kennen dat het voornemens was de Franeker groensenaat te erkennen. Daarboven sprak het collegium het vertrouwen uit dat ook Utrecht en Groningen grato animo et lubenter (welwillend en ruimhartig) de nieuwe loot aan de stam zouden verwelkomen.
De Utrechtse groensenaat Senatus Veteranorum was zeer ontstemd over deze Leidse usurpatie en antwoordde per kerende post dat men er niet over peinsde om de Franeker senaat en haar Athenaeum Illustre-studenten te erkennen als veterani en toe te laten zonder ontgroening. Bovendien protesteerde de Utrechtse senaat tegen de Leidse, uit de door zichzelf aangemeten titel blijkende aanmatiging, herinnerend aan de regel par in parem nullam habere potestatem (onder gelijken heeft geen de macht). De Utrechtse senaat maakte vervolgens de Groningse senaat deelgenoot van haar verontwaardiging en zond tevens een afschrift van haar antwoord aan het Leidse collegium aan de senaat te Groningen.
De Groningse senaat die de brief uit Leiden aanvankelijk rustig terzijde had geschoven besloot hierop toch een brief naar Leiden te sturen. De Groningse senaat ging echter niet in op de brief van het Collegium Omnium in Belgio Senatuum Supremum en liet deze onbeantwoord. De Groningse senaat zond echter een brief aan het Collegium Supremum Senatuum Academiae Lugduni Batavorum (het eerste collegium) in antwoord op zijn brief van 15 oktober 1816, waarin dit collegium had aangegeven studenten afkomstig van het athenaeum in Franeker niet als studiosos (studenten) maar als viridissimos (groenen) te zullen beschouwen.
De Groningse senaat spreekt zijn vreugde uit over de bereikte eensgezindheid en wenst zichzelf en het collegium geluk met het feit dat de hoc pacto communi omnium Belgii Academiarum Senatuumque Consensu (dit gemeenschappelijke verbond in overeenstemming tussen de senaten aan de Nederlandse academia) welk pactum secundum auream illam regulam pacta esse servanda (die gouden regel volgens (gevolge) welke afspraken nagekomen moeten worden) nimmer dan met aller instemming verbroken kan worden. Na enige uitweidingen over het gesloten verbond en de daarmee overeenstemmende Groninger Corpswet, zegt de Groninger senaat verder dat de vriendschapsband hen verbiedt geheel te zwijgen over een uit Leiden afkomstige brief, even belachelijk als arrogant, waarbij het hierbij een afschrift daarvan aan het collegium zendt. Van de brief zou geen melding zijn gemaakt als niet istud consilium illegitimum, quod stolidissimum collegii supremi omnium Belgio Senatuum titulum sibi arrogavit (die onwettige raad, dat zich de heel domme titel hoogste college van senaten in Nederland aanmatigt (heeft aangematigd)) gebruik had gemaakt van het zegel van het Collegium Supremum Senatuum Academiae Lugduno Batavae. De Groningse senaat geeft de verzekering – en hij vertrouwt erop dat het collegium hiermee instemt – dat hij nooit met een dergelijk onwettig lichaam in verbinding zal treden en dat de gedachte aan zo een tiranniek ingesteld gezag voor elke academieburger die deze naam waardig is, ondragelijk moet zijn!
Het verbaast niet dat deze brief vanuit Leiden nimmer is beantwoord. In de daarop volgende jaren heeft men zich wederkerig van den domme gehouden en schreef bijvoorbeeld in december 1817 het Collegium omnium in Belgio Senatuum Supremum aan de Groningse senaat dat het de senaat te Harderwijk had erkend. Daarop werd nog twee keer door de Groningse senaat een brief aan het Collegium Supremum Senatuum Academiae Lugduno Batavae gestuurd waarin de senaat het collegium herinnerde aan het gesloten verbond en voorts onschuldig vroeg of het waar was dat Franeker studenten (zoals deze zelf beweerden), door het collegium zonder ontgroening te Leiden werden toegelaten.
Franeker bleef proberen om ook in Groningen en Utrecht een erkenning te verkrijgen. In Groningen en Utrecht werden al wel sporadisch en incidenteel studenten uit Franeker als studiosos toegelaten maar dit niet dan nadat de senaat en een speciale commissie hierover hadden vergaderd en onderzoek was gedaan naar de achtergronden van de aanvrager. In juni 1820 schreef de senaat te Utrecht ten slotte een brief aan de senaat te Groningen waarin men vroeg of de weigering van studenten die te Leiden wel werden toegelaten als veterani, in Groningen en Utrecht nog steeds te onderwerpen aan een ontgroening, nog langer kon worden gehandhaafd.
In 1821 werd uiteindelijk zowel te Utrecht als te Groningen bepaald dat studenten komend van athenaea en daar ontgroening hadden genoten, hier slechts een bewijs van dienden te overleggen. Tegen betaling van de gewone jura werd hen vervolgens het diploma of bul van de senaat gegeven.